# 学校法人奈良大学
学校法人奈良大学（がっこうほうじんならだいがく）は、奈良県奈良市山陵町（みささぎちょう）に本部を置く学校法人。

## 概要
1925年（大正14年）に薮内敬治郎が、向学精神に燃える勤労青年のために、薬師寺（奈良市西ノ京）の境内に設立した、無月謝・夜間制の南都正強中学が起源。文豪・徳富蘇峰より「心身共に正しく強く」という願いから「正強」の名を得て、常に真理を求めて「努力」することを建学の精神とし、社会に貢献する人材の育成を目的とする。以来、「正強」を学校名や法人名の一部としてきた。正強の名称を使わなかったのは、奈良大学が初めてである。2003年（平成15年）、法人名を大学名に合わせ、学校法人奈良大学とした。理事長は市川良哉。

## 沿革
- 1925年（大正14年） - 南都正強中学が設立される。
- 1933年（昭和 8年） - 財団法人南都正強中学となる。
- 1951年（昭和26年） - 学校法人奈良正強高等学校となる。
- 1954年（昭和29年） - 学校法人奈良県正強学園に改称。
- 1967年（昭和42年） - 正強学園幼稚園が開園。
- 1969年（昭和44年） - 学校法人正強学園に改称。奈良大学が開学。
- 2003年（平成15年） - 学校法人奈良大学に改称。

## 所在地・連絡先
- 奈良大学
〒631-8502 奈良県奈良市山陵町1500
学長： 清水哲郎
- 奈良大学附属高等学校
〒631-8555 奈良県奈良市秋篠町50
学校長： 酒井重治
- 奈良大学附属幼稚園
〒631-0823 奈良県奈良市西大寺国見町1-10-1
園長： 新堂満千子